# حلمي نصر
حلمي محمد نصر (22 مارس 1922 - 25 نوفمبر 2019) عالم ومترجم مصري ومؤسس قسم اللغة العربية بجامعة ساو باولو في البرازيل.

## عن حياته
ولد في 22 مارس 1922 بمدينة المنصورة، بمنطقة دلتا النيل، شمال القاهرة وقد التحق بمدرسة الأزهر في القاهرة، حيث بدأ دراسته للغة العربية والقرآن. ثم درس الأدب العربي في جامعة القاهرة وفي عام 1952 ، ذهب إلى باريس، حيث درس الأدب الفرنسي والترجمة في جامعة السوربون وفي مدرسة الدراسات العليا ، درس أيضا علم النفس وعلم الاجتماع وفي القاهرة ، درس في كلية الآداب بجامعة عين شمس وفي عام 1962 وصل للبرازيل لتدريس اللغة العربية في كلية الفلسفة والآداب والعلوم الإنسانية ولقد ظل بها قرابه 53 سنة ولقد ترك العديد من الأعمال ، مثل المنشورات التعليمية والأكاديمية والترجمة ، وأشهرها نسخة ثنائية اللغة من القرآن الكريم باللغتين العربية والبرتغالية ، طبعه في عام 2005 مجمع الملك فهد لطباعة المصحف الشريف في المدينة المنورة، و وزعت في البرازيل من قبل الغرفة العربية البرازيلية. و وفي عام 2015 عاد إلى مدينة القاهرة وتوفي بها.

## وفاته
توفي في يوم 25 نوفمبر 2019 في مدينة القاهرة عن عمر يناهز 97 سنة.